# Ante Šantić
Ante Šantić (1928. – 2008.) profesor emeritus na zagrebačkom FER-u, biomedicinski stručnjak
Prof. dr. sc. Ante Šantić bio je jedan od vodećih hrvatskih i svjetskih znanstvenika iz područja Biomedicinske tehnike. 
Sredinom dvadesetog stoljeća uveo je i utemeljio tada novo interdisciplinarno znanstveno područje Biomedicinske tehnike u Hrvatskoj. Tim znanstvenim područjem bavi se još od 1959. kada se bilježe prvi počeci biomedicinske tehnike i u svijetu. Također treba istaknuti i njegovu znanstveno-istraživačku i znanstveno-nastavnu djelatnost u području elektroničke instrumentacije, čime je u navedenim područjima, Fakultetu elektrotehnike i računarstva, a time i Republici Hrvatskoj, osigurao mjesto u praćenju suvremenih trendova tehnološkog razvoja iz tih područja.

## Životopis
U Institutu za elektroprivredu u Zagrebu počinje raditi kao razvojni inženjer 1954. god. Tu razvija različite uređaje za precizna mjerenja. 1959. godine postaje šef Laboratorija za elektroniku u istom Institutu i započinje s razvojem uređaja za mjerenje bioloških napona, posebice elektroencefalografa (8- i 12- kanalnih). To su prvi takvi uređaji razvijeni u centralnoj i istočnoj Europi. Godine 1964. izabran je za docenta na Elektrotehničkom fakultetu Sveučilišta u Zagrebu, gdje uvodi novi predmet "Mjerni uređaji" u kojem daje i prve spoznaje iz biomedicinske elektronike. Godine 1970. stalno se zapošljava na Elektrotehničkom fakultetu u Zagrebu. Tom prilikom uvodi dva nova predmeta: "Biomedicinsku elektroniku" i "Elektroničku instrumentaciju". Isto tako, 1971. osniva sa suradnicima Laboratorij za biomedicinsku elektroniku. God 1980. utemeljio je, s prof. Babićem, novi smjer "Industrijska elektronika" na Elektrotehničkom fakultetu u Zagrebu.
Godine 1969. postaje izvanredni profesor, a 1975. izabran je u zvanje redovitog profesora, nakon čega je još u nekoliko navrata ponovno reizabran u zvanje redovitog profesora. U trajno zvanje redovitog profesora po novom zakonu izabran je 1999. godine. 
Njegov znanstveno-istraživački interes u području biomedicinske tehnike je u području mjerenja i obradbe bioelektričkih signala, biotelemetrije, posebice infracrvene, analiza sila kod hoda u biomehanici, te primjene neinvazivnih metoda u mjerenju bioloških veličina i u impulsnoj pletizmografiji. Bavio se analizom hoda: mjerenjem triju komponenti sile u nogama i štakama s pretvornicima posebno razvijenim za tu primjenu. Ova istraživanja, koja se obavljaju u suradnji s Medicinskim fakultetom, posebno su važna u rehabilitaciji invalida. Isto tako bavio se i istraživanjem mogućnosti istovremene primjene više metoda kod mjerenja krvnog tlaka u prstima.

## Elektronička instrumentacija, Biomedicinska elektronika
Iz predmeta "Elektronička instrumentacija", koja je i u svijetu u ono vrijeme bila novo područje, piše najprije skripta (1974.), a zatim i sveučilišni udžbenik pod istim naslovom, koji je u izdanju "Školske knjige" izišao u 3. dopunjavanja izdanja, 1982., 1988., 1993. god.
Druga knjiga "Biomedicinska elektronika", u izdanju "Školske knjige" objavljena je 1995. god. i nagrađena je nagradom "Josip Juraj Strossmayer" od HAZU, kao najuspješnija knjiga iz područja tehničkih znanosti u 1995. god.

## Znanstveni rad
Objavio je 137 radova od čega 78 znanstvenih, samostalnih ili u koautorstvu. Veliki broj znanstvenih radova prikazao je na međunarodnim konferencijama u inozemstvu (30) i u zemlji (31). U svjetskim poznatim časopisima prikazao je 7 radova i 21 u domaćim časopisima.
U kraćim vremenskim intervalima bio je na stručnom i znanstvenom usavršavanju kod Telettre u Milanu, Pye-u U Cambridge i Wissenschaftlich-Technicher-Zentrum fur Medizin und Labortechnik VEB u Dresdenu. Godine 1975. i 1976. boravio je kao istraživač i nastavnik na Case Western Reserve University u Clevelendu, Ohio, SAD, kao dobitnik Fulbrightove stipendije za poslijedoktorske studije. Godine 1982. pozvan je ponovno kao gostujući profesor na isto Sveučilište u vezi istraživanja u području infracrvene biotelemetrije, kao i metoda neinvazivnog mjerenja krvnog tlaka u prstima i na mikroenergetskim implantima, gdje je boravio do ožujka 1984. Osim toga, održao je više pozvanih predavanja u zemlji i u Americi.
Školske godine 1976./77 i 1977./78. bio je prodekan za nastavu, a 1978./79. i 1979./80 dekan Elektrotehničkog fakulteta u Zagrebu.

## Priznanja i nagrade
Prof. Šantić je za svoj rad dobio i niz priznanja i nagrada. Tako je dobio u 1980. godini državnu nagradu "Nikola Tesla" za dostignuća u području biomedicinske tehnike i Zlatnu medalju "Josip Lončar" u 1986. godini za znanstveni i nastavni rad na Elektrotehničkom fakultetu u Zagrebu. Odlikovan je Ordenom rada sa zlatnim vijencem 1988. Njegova knjiga "Biomedicinska elektronika" nagrađena je nagradom J.J. Strossmayer, kao najuspješnija knjiga iz područja tehničkih znanosti u 1995. Nagradu HAZU za doprinos od osobitog i trajnog značenja za Republiku Hrvatsku dobio je 1997.god. Iste godine odlikovan je Redom Danice Hrvatske s likom Ruđera Boškovića za posebne zasluge u znanosti. U 1999. god. izabran je u počasno zvanje "posebno istaknuti profesor FER-a”, a početkom 2000. izabran je u počasno zvanje "profesor emeritus" Sveučilišta u Zagrebu. 2003.g, kao prvi dobitnik izvan SAD-a, dobio je IEEE EMBS Career Achievement Award. 
Predsjednik je Hrvatskog društva za medicinsku i biološku tehniku od njegovog osnutka u Hrvatskoj 1992.god. do 2000. godine, dok je prije 1992. bio predsjednik Hrvatske sekcije za Medicinsku i biološku tehniku u okviru prošle države. 2000. g. izabran je za prvog počasnog predsjednika HDMBT. Za života bio je član radne grupe IFMBE-a za europske aktivnosti, Senior Member američkog udruženja inženjera elektrotehnike IEEE, član društva: International Society on Biotelemetry, IEEE Engineering in Medicine & Biology Society i još tri međunarodna strukovna udruženja, te Akademije tehničkih znanosti Hrvatske.

## Djela
- "Biomedicinska elektronika" Školska knjiga, Zagreb 1995.
- "Elektronička instrumentacija" Školska knjiga, Zagreb 1974., 1982., 1988., 1993.